# Selección de fútbol sub-20 del Congo
La Selección de fútbol sub-20 del Congo es el equipo que representa al país en la Copa Mundial de Fútbol Sub-20 y en el Campeonato Juvenil Africano, y es controlada por la Federación Congoleña de Fútbol.

## Palmarés
- Campeonato Juvenil Africano: 1

2007

## Estadísticas

### Mundial Sub-20
- de 1977 a 2005: No clasificó
- 2007: Octavos de final
- de 2009 a 2013: No clasificó

### Campeonato Juvenil Africano
- de 1979 a 2005: No clasificó
- 2007: Campeón
- de 2009 a 2013: No clasificó
- 2015: Fase de grupos
- 2017: No clasificó
- 2019: No clasificó